# Hecht-Synagoge

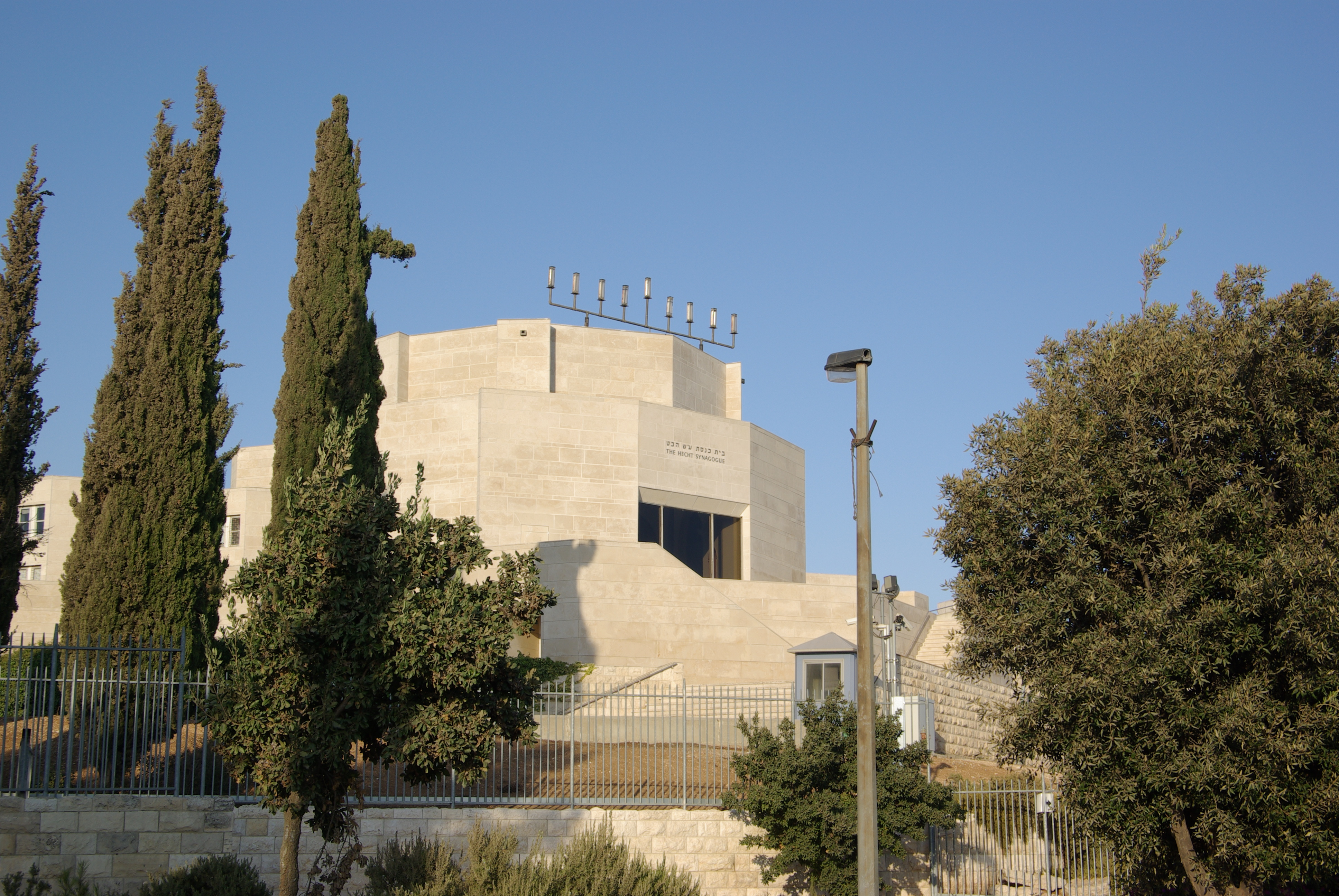
Hecht-Synagoge am Skopusberg

Die Hecht-Synagoge (hebräisch בֵּית הַכְּנֶסֶת הָאוּנִיבֶרְסִיטָאִי ע״ש מֵאִיר יַעֲקֹב שִׁיק הֶכְט Bejt haKnesset haʾŪnīverssīṭaʾī ʿa.[l] Sch.[em] Meʾīr Jaʿaqov Schīq Hecht, deutsch ‚Universitätssynagoge a.[uf] N.[amen] Meʾir Jaʿaqov Chic Hechts‘) in Jerusalem (Israel) wurde 1981 auf dem Gelände der Hebräischen Universität Jerusalem am Skopusberg erbaut.
Die Errichtung des massiven Gebäudes wurde von der Familie des US-amerikanischen Senators und Botschafter auf den Bahamas Chic Hecht (1928–2006) initiiert.
Die Synagoge ist bekannt für das einzigartige Arrangement des Toraschreins. Ferner hat man von der Synagoge aus einen herausragenden Panoramablick über die Altstadt von Jerusalem.
Designer des Gebäudes war der israelische Architekt Ram Karmi (1931–2013), der den Gebetsraum nicht – wie bei religiösen Gebäuden in Jerusalem üblich – in Richtung Tempelberg ausrichtete, sondern stattdessen den Bau mit einem Fenster mit Blick auf den Tempelberg ausgestattet hat.

## Ansichten

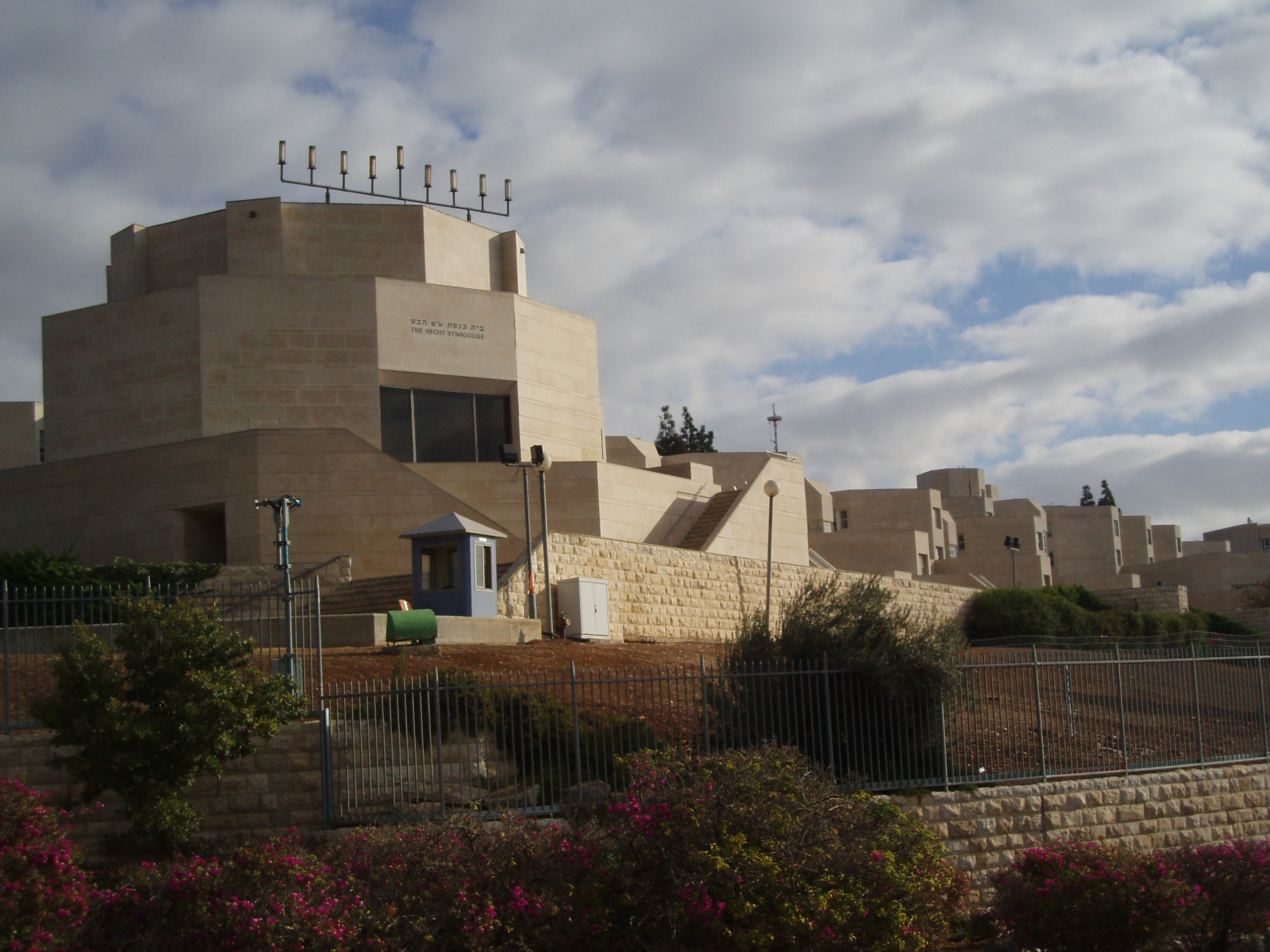
Außenansicht
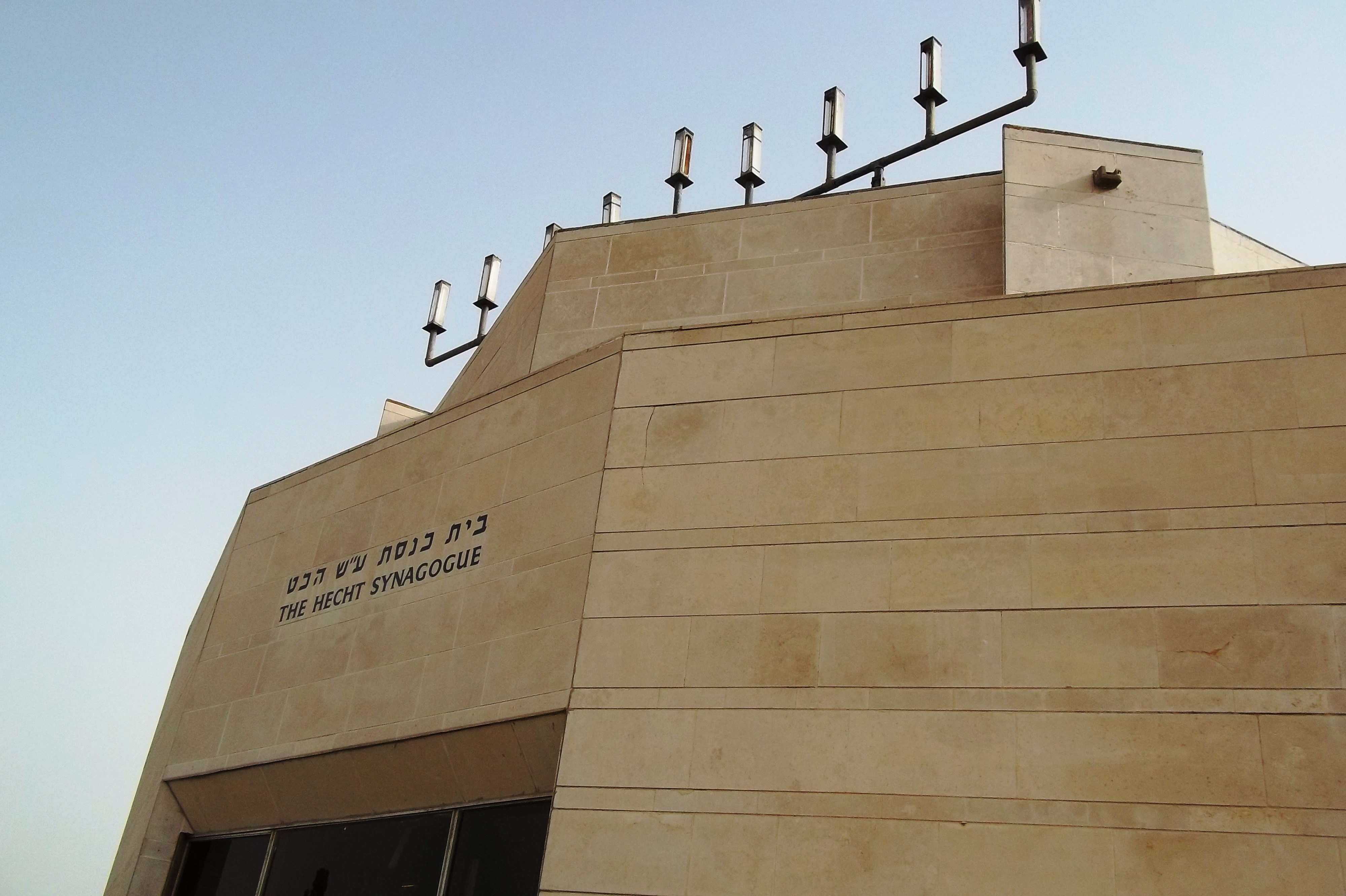
Detail der Fassade
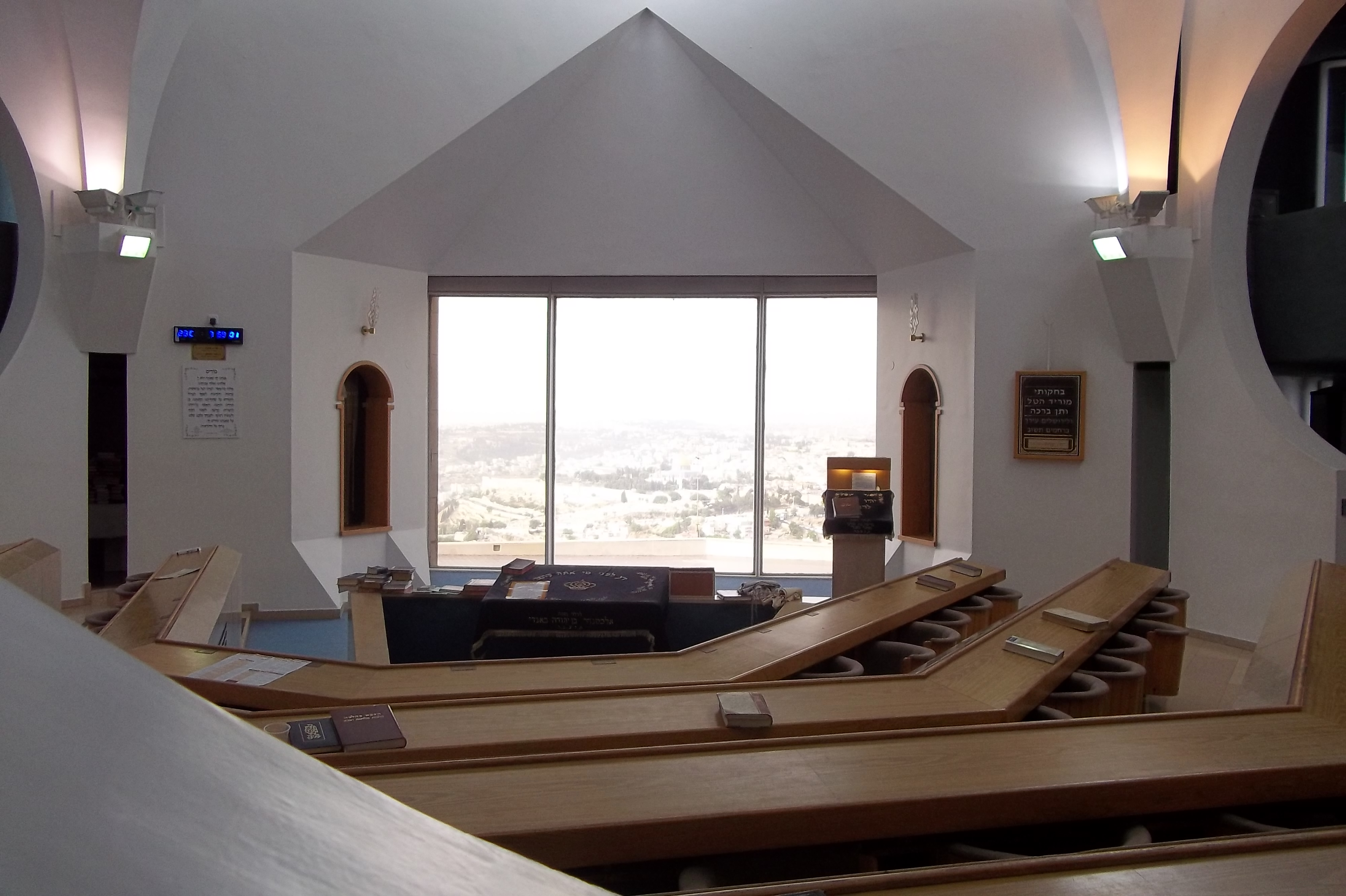
Gebetsraum
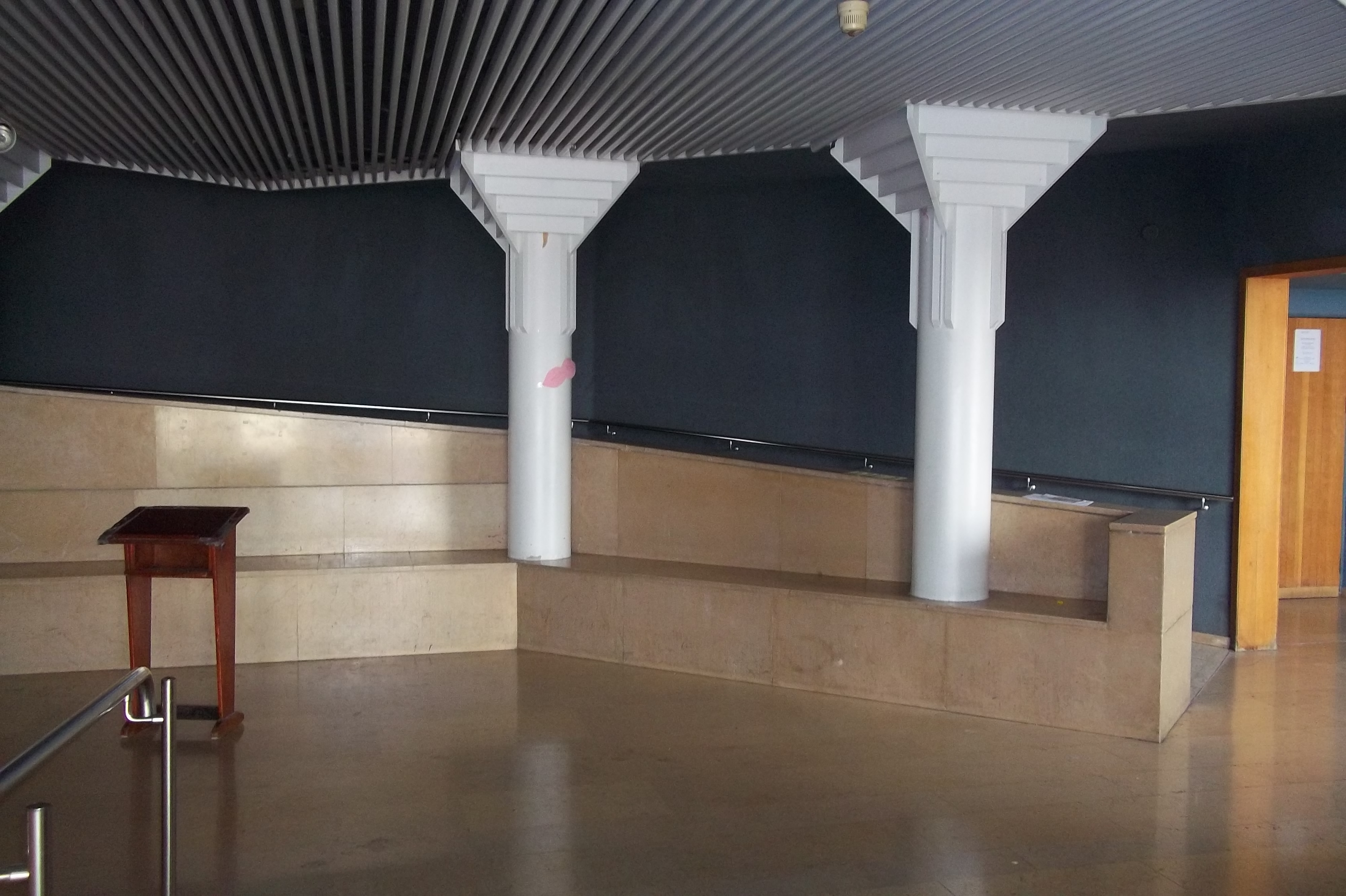
Treppenaufgang